# 臺北小紋石蛾
臺北小紋石蛾（学名：Cheumatopsyche taipeiana）为紋石蛾科合脈石蛾屬下的一个种。